# Сумеречные лучи
Сумеречные лучи (англ. crepuscular rays) — атмосферное оптическое явление, название лучей солнечного света, которые проходят через промежутки в облаках или через другие объекты и формируют видимые «световые столбы» или «волны». Сумеречные лучи являются видимыми благодаря тому, что область пространства с освещённым Солнцем воздухом чётко отделена от затенённого пространства. Сумеречные лучи по своей природе и визуально очень подобны противосумеречным лучам (англ. anticrepuscular rays), но в отличие от них видны со стороны Солнца и визуально «истекают» из одной точки.

## Описание
Солнечные лучи распространяются по прямым линиям, однако из-за проекции этих линий на земную сферу они выглядят как изогнутые дуги. Следовательно, прямолинейные сумеречные лучи, исходящие от Солнца, могут повторно сходиться в противосолнечной точке (англ. antisolar point) и образовывать противосумеречные лучи. Таким образом, сумеречные и противосумеречные лучи имеют одну и ту же природу возникновения. Они видимы благодаря различным химическим соединениям, присутствующим в атмосфере. Благодаря дифракции, отражению и рассеиванию эти химические соединения делают сумеречные и противосумеречные лучи видимыми человеческому глазу.
Сумеречные лучи обычно имеют красный или жёлтый оттенок, так как химические вещества в атмосфере рассеивают коротковолновые лучи (синий и зелёный цвет) намного лучше, чем длинноволновые (красный и жёлтый цвет).
Наиболее часто сумеречные лучи возникают при частичном пересечении солнечными лучами некоторых преград, таких как облака, горные вершины или листва деревьев. Есть три первичные формы сумеречных лучей:
- Лучи света, которые проникают через отверстия (просветы) в низких облаках. Также известны как «Лестница Якова».
- Пучки света (англ. Beams of light), отклоняющиеся позади облаков.
- Бледные, розоватые или красноватые лучи, которые исходят из точки ниже горизонта. Они часто ошибочно принимаются за световые (солнечные) столбы (англ. light pillars).

В некоторых случаях лучи второй и третьей формы могут сойтись в одну точку и создать противосумеречные лучи.
Сумеречные лучи также иногда могут быть видимыми из-под воды, особенно в арктических областях, благодаря ледяным торосам и трещинам во льду.

## Английские названия солнечных лучей
- «Лестница Иакова» (англ. Jacob's Ladder).
- «Солнце, тянущее воду». Древние греки полагали, что солнечные лучи «переносили» воду на небо. Это предположение является ранней попыткой описать процесс испарения.
- «Растяжки солнца». Навигационный термин, исходивший из того, что растяжки, которые окружают мачту парусного судна, расходятся подобным образом.
- Верёвки Мауи (первоначально — taura a Maui). Название походит от легенды племени маори, рассказывающую о Мауи Потики (англ. Maui Potiki), который обвязал солнце верёвками, чтобы удлинить дни.
- «Солнечные лучи» (англ. Sunbeams).
- «Световые лучи» (англ. Light Rays).
- «Врата к небесам» (англ. Gateways to Heaven).
- «Лестницы к небесам» (англ. Stairways to Heaven).
- «Лучи бога» (англ. God Rays).

## Галерея
- Сумеречные лучи на Telstra Tower, Канберра
- Лесные сумеречные лучи в Golden Gate Park
- Сумеречные лучи в Йеллоустонском национальном парке
- Лунные сумеречные лучи
- Сумеречные лучи и их отражение на озере Мэллард в парке Золотые ворота в Сан-Франциско
- Сумеречные лучи в тумане